# Pierre-Just Davesne
Pierre-Just Davesne probablement mort en 1783, est un compositeur et violoncelliste actif en France de 1745 à 1766, et à l’Opéra de Paris entre 1750 et 1766.

## Biographie
Pierre-Just Davesne entre comme violoncelliste à l'Opéra de Paris en 1750. En septembre 1751, il compte parmi les basses du grand chœur aux appointements de 500 livres, et remplit le même emploi en 1752, 1754 et 1757.
D'après M. Pougin, Davesne quitte l'Opéra en 1766 avec une pension de 300 livres, et vit encore en 1784. Les 4 et 8 avril 1757, le Concert spirituel exécuta deux symphonies qu'il a composées. Ces symphonies sont probablement extraites de son œuvre d'ariettes italiennes mises en symphonies, annoncées dans le Mercure de France de mai 1757, p. 191.

## Œuvres
- 1755 : Six ouvertures à quatre, deux violons, alto, viola et basse (œuvre I), gravées par Céron.
- 1757 : Ariettes italiennes mises en symphonies (œuvre I).
- 1762 : 11e et 12e suites de contredanses pour les violons, flûtes et hautbois avec accompagnement de basse ou basson telles qu'elles s'exécutent au Bal de l'Opéra. Mises en ordre par M. d'Avesne.
- 1762 : 4e suite de contredanses pour les violons, flûtes et hautbois avec accompagnement de basse ou basson telles qu'elles s'exécutent au Bal de l'Opéra. Mises en ordre par M. d'Avesne.
- 1763 : Première suite de menuets pour les violons, flûtes et hautbois avec accompagnement de basse ou basson tels qu'ils s'exécutent au Bal de l'Opéra. Mis en ordre par M. d'Avesne.
- Deus misereatur nostri : psaume 66. Voix (4), chœur à 5 voix, orchestre.
- Venite exultemus Domino : psaume 94. Voix (2), chœur à 5 voix, orchestre.
- Laudate Dominum in sanctis : psaume 150. Voix (3), chœur à 5 voix, orchestre.

La chapelle du château de Lunéville possédait les partitions de huit grands motets dont « Cantate Domino, Confitebor tibi, Deus misereatur nostri, Deus noster refugium, Laudate Dominum, Laudate pueri, Venite exultemus Domino ».